# Медаль «За благородные поступки»
Медаль «За благородные поступки» — государственная награда королевства Дания. Вручается за спасение жизни с риском для жизни спасающего. Медаль учреждена 12 июня 1793 года королём Кристианом VII по предложению коллегии финансов. В настоящее время кандидатуры для награждения медалью рассматриваются министерством юстиции. Медаль присуждается достаточно редко, так в 2011 году были живы 8 награждённых. В 2011 году, после того как лодка-Дракон со школьниками перевернулась около одного из датских городов, медаль за участие в их спасении была присуждена 4 людям (3 женщинам и 1 мужчине).

## Внешний вид награды
Медаль выполнена из серебра. На внешней стороне — профиль действующего датского монарха и надпись по кругу «(имя монарха) король (или королева) Дании». На задней стороне название медали в венку из листьев. Цвет ленты медали — вариация на тему сочетания красного и белого. В целом дизайн мало отличается от прочих основных Датских медалей.